# DEEP FOREST
『DEEP FOREST』（ディープ・フォレスト）は、日本のロックバンド・Do As Infinityの3作目のオリジナルアルバムである。2001年9月19日にavex traxから発売された。
2005年2月16日と2012年3月21日には廉価版紙ジャケット仕様の期間限定生産盤として、2008年11月10日にはメジャーデビュー10周年突入を記念してHQCD規格の期間限定生産盤として再発売された。

## 内容
前作『NEW WORLD』から7か月ぶりにリリースされたオリジナルアルバム。前作のタイトルが″D″で終わっているため、本作は″D″で始まるタイトルとなっている。
3か月連続リリースとなったシングル曲「遠くまで」(アルバム・バージョン)、「Week!」、「深い森」のほか、先行シングル曲「冒険者たち」も収録された。初回プレス仕様には、ボーナス・トラックとして「遠くまで」のカップリング曲「シグナル」のリミックス・バージョンが収録された。
前作に続きオリコン・アルバムチャートで初登場1位を獲得。年間チャート入りし、日本レコード協会からのゴールドディスク認定を受けている。
本作のアルバムタイトルを冠し、2001年12月に渋谷公会堂で行なわれたライブ「Do As Infinity LIVE TOUR 2001 〜DEEP FOREST〜」の模様は映像化（DVD）され、初のベスト・アルバム『Do The Best』と同日の2002年3月20日に発売された。

## 収録曲
| 全作詞・作曲: D・A・I、全編曲: D・A・I、Seiji Kameda。 |                           |         |            |      |
| #                                                      | タイトル                  | 作詞    | 作曲・編曲 | 時間 |
| 1.                                                     | 「深い森」                | D・A・I | D・A・I    | 4:05 |
| 2.                                                     | 「遠くまで」(Album Ver.)  | D・A・I | D・A・I    | 4:05 |
| 3.                                                     | 「タダイマ」              | D・A・I | D・A・I    | 4:25 |
| 4.                                                     | 「Get yourself」          | D・A・I | D・A・I    | 3:40 |
| 5.                                                     | 「翼の計画」              | D・A・I | D・A・I    | 4:02 |
| 6.                                                     | 「構造改革」              | D・A・I | D・A・I    | 3:35 |
| 7.                                                     | 「恋妃」                  | D・A・I | D・A・I    | 4:17 |
| 8.                                                     | 「Week!」                 | D・A・I | D・A・I    | 4:17 |
| 9.                                                     | 「Hang out」              | D・A・I | D・A・I    | 4:04 |
| 10.                                                    | 「冒険者たち」            | D・A・I | D・A・I    | 4:11 |
| 11.                                                    | 「遠雷」                  | D・A・I | D・A・I    | 3:48 |
| 12.                                                    | 「シグナル」(Album Remix) | D・A・I | D・A・I    | 6:25 |
| 合計時間:                                              | 合計時間:                 | 50:54   |            |      |

### 曲解説
1. 深い森
10thシングルの表題曲にして今作の表題曲。
2. 遠くまで (Album Ver.)
8thシングルの表題曲のアルバムバージョン。
イントロのSEがカットされ、アウトロも短くなっている。
3. タダイマ
メンバーが出演した森永製菓 ″オーガニックシリアル″ CMイメージソング[6]。
4. Get yourself
5. 翼の計画
10thシングルのカップリング曲。花王 ″ラビナス″ イメージ・ソング[7]。
6. 構造改革
7. 恋妃
タイトルの読みは ″こいおとめ″。
8. Week!
9thシングルの表題曲。
9. Hang out
10. 冒険者たち
11thシングルの表題曲。
11. 遠雷
12. シグナル (Album Remix)
ボーナストラック。8thシングルのカップリング曲のリミックス・バージョン。

## 参加ミュージシャン
Do As Infinity
- 伴都美子：Vocals
- 大渡亮：Guitar & Vocals
- 長尾大：Programmed

Support Musician
- 中山信彦：Programmed
- 飯田高広：Programmed
- 河村智康：Drums
- 村石雅行：Drums
- 亀田誠治：Bass
- 上杉洋史：Keyboards
- 山本拓夫：Horns
- 柴山洋：Oboe
- 弦一徹ストリングス：Strings
- 金原ストリングス：Strings

## タイアップ
- 日本テレビ系列アニメ『犬夜叉』2代目エンディングテーマ (#1)
- 日本ヘラルド配給アニメ映画『バンパイアハンターD』主題歌 (#2)
- 花王『ラビナス』CMソング (#5,12)
- TBS系列水曜ドラマ『嫁はミツボシ。』主題歌 (#8)
- 花王『ラビナス新ヘアカラー』CMソング (#10)